# Predator (fictief wezen)
De Predator is een fictief buitenaards wezen dat voorkomt in meerdere films, strips en videospellen. Het personage is een creatie van scenarioschrijvers Jim Thomas en John Thomas, maar het uiterlijk is grotendeels ontwikkeld door Stan Winston. De predator maakte zijn debuut in de gelijknamige film uit 1987.
Hun naam (wat letterlijk vertaald “roofdier” betekent) danken ze aan het feit dat ze jagers zijn. De echte naam van de soort wordt in geen van de films gegeven, maar in andere media worden respectievelijk Yautja en Hish genoemd als namen van de soort. Het belangrijkste kenmerk van Predators is dat ze jagen op andere, in hun ogen gevaarlijke wezens bij wijze van sport. Onder andere mensen en Aliens behoren tot hun doelwitten.
De Predators komen behalve in hun eigen films en media ook in een groot aantal cross-over werken voor, waarvan die met het Alien-franchise het bekendst zijn.

## Achtergrond

### Uiterlijk
De bekendste Predators hebben een humanoïde uiterlijk. Ze zijn iets groter dan een volwassen mens. Vooral kenmerkend zijn hun lange dunne haarslierten. Predators dragen tijdens de jacht bijna altijd een masker. Hoe hun ware gezicht eruitziet verschilt per incarnatie, maar allemaal hebben ze een onderkaak die doet denken aan die van een mier of andere geleedpotige.
Predators zijn fysiek erg sterk en kunnen snel genezen van verwondingen. In de films is onder andere te zien hoe ze meerdere pistoolschoten overleven en met hun blote handen gaten in cement slaan. Het bloed van predators is groen van kleur en licht op in het donker.
Predators geven de voorkeur aan een heet klimaat. Ze kunnen overleven binnen de aardse atmosfeer.
In de film Predators komt een nieuwe soort Predator voor die nog groter en agressiever is dan de originele predators. Deze soort wordt in de film daarom ook wel 'Super Predators' genoemd.

### Cultuur
De predatorcultuur staat geheel in het teken van de jacht, bij voorkeur op wezens die voor henzelf een gevaar kunnen vormen. Predators nemen altijd van een overwonnen tegenstander een souvenir mee, zoals het hoofd of de huid. Een mislukte jacht is voor een predator vaak een teken om zelfmoord te plegen, meestal via een bom in een computer aan zijn pols.
Predators nemen niet zomaar iedereen als slachtoffer. Zo is in de films te zien dat ze onder andere kinderen en ongewapende mensen met rust laten. Een mens die erin slaagt om eigenhandig een predator te verslaan wordt vaak ook gespaard van verdere jachtpartijen.
De predatorcultuur is van invloed geweest op de aardse cultuur. Zo wordt in onder andere de film Alien vs. Predator en in enkele strips vermeld dat de Predators de bouwers waren van de piramides in Egypte en Midden-Amerika. Ze werden door de oude Egyptenaren en andere volken aanbeden als goden. Ze gebruikten deze status om menselijke offers te verkrijgen voor het kweken van de in hun ogen ultieme prooi: Aliens.

### Technologie
De predators zijn op technologisch gebied verder ontwikkeld dan mensen, maar net als hun cultuur staan ook veel van hun spullen geheel in het teken van de jacht.
Het kenmerkendste hulpmiddel van een predator is zijn gezichtsmasker, waarmee hij onder andere in het infrarood en ultraviolet spectrum kan kijken. Verder beschikken ze over pakken die hen onzichtbaar kunnen maken en gespecialiseerde wapens.
De Predators beschikken tevens over ruimteschepen die in staat zijn tussen verschillende planetenstelsels heen en weer te reizen. In de eerste Predator-film is even kort zo'n Predatorruimteschip te zien, met aan boord een metalen koker waarmee de Predator naar de aarde reist. In Predator 2 wordt opnieuw een ruimteschip gezien en men kan even een glimp opvangen van het interieur. Het oogt als een warme, benauwde plek. Men ziet niks van de vloer omdat er een grote laag stoom en rook overheen ligt die alles tot over de voeten bedekt. Het interieur ziet eruit als een oude tempel, met grote hoge stenen, oude geschriften op de muur en een soort trofeeënkamer, waar schedels van Aliens en mensen liggen. De muren zijn gemaakt van een roodachtig vochtige steen met daarop allemaal predatortekens en -letters.
In Alien vs. Predator ziet men een heel ander soort predatorschip. De buitenkant is gewoon hetzelfde als in voorgaande films; groot en metaalkleurig, maar de binnenkant heeft zijn mysterieuze en oude stijl verloren en ziet er nu uit als een meer stereotypisch ruimteschip uit sciencefictionwerken. Zo heeft het een technologische uitstraling met overal lampen. Ook zijn de hoge stenen weg en staan er zilverachtige tafels en predatorsnufjes. Zelfs de vloer is dit keer gewoon zichtbaar. Er hangt geen benauwde sfeer meer in het schip, in de stijl van Star Wars. Er zijn nu heel veel kamers zoals een wetenschappelijke ruimte waarin onder andere Aliens worden bewaard.

### Thuiswereld
De thuisplaneet van de Predators is nog grotendeels onbekend. Deze wordt alleen even kort gezien in de film Alien vs. Predator: Requiem. De planeet ziet er in deze film een beetje uit als de aarde. Men ziet er hoge gebouwen en steden. De planeet heeft twee zonnen. In de film Predators komt hun thuisplaneet prominenter in beeld: de planeet heeft veel weg van de aarde, met onder andere jungles en rotsachtige gebieden.

## Acteurs
In de eerste film zou Jean-Claude Van Damme de rol van de predator gaan vertolken, maar hij trok zich terug. De rol werd daarom vertolkt door Kevin Peter Hall. Hij nam de rol ook op zich voor de tweede film.
In de film Alien vs. Predator en Aliens vs. Predator: Requiem wordt de rol vertolkt door Ian Whyte.